# Bandera de San Eustaquio

Bandera de San Eustaquio.

La bandera de San Eustaquio fue adoptada el 16 de noviembre de 2004 (Statia Day).

## Descripción
La bandera es rectangular con los colores azul, rojo, blanco, dorado y verde, y dividido en cuatro de cinco lados cuadrados azules, cada uno de color rojo fiambrado. En su centro hay un diamante desde el campo blanco; en el diamante está la silueta de la isla en verde. En el centro de la parte superior del diamante hay una estrella de cinco puntas de oro.
- Datos: Q2395413
- Multimedia: Flags of Sint Eustatius / Q2395413